# Демократическая партия Курдистана

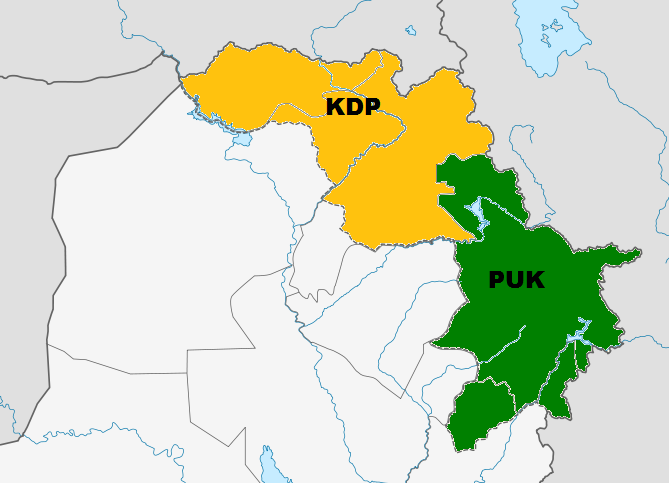
Области Курдистана, контролируемые ПСК и ДПК

Демократи́ческая Па́ртия Курдиста́на (ДПК) (پارتی دیموکراتی کوردستان — PDK; KDP) — одна из старейших ныне существующих курдских политических партий, занимает правые и консервативно-либеральные позиции. Была создана как аналог ДПИК 16 августа 1946 года на подпольном съезде в Багдаде слиянием трёх существовавших до той поры организаций: «Рызгари» («Освобождение»), «Шорш» («Революция») и Сулейманийского комитета Демократической партии Иранского Курдистана. Её председателем был заочно избран находившийся на тот момент в Мехабаде Мустафа Барзани, первым секретарём — соратник Барзани, адвокат Хамза Абдалла, который, собственно, и провёл техническую работу по организации новой партии.
До III съезда (1952 г.) партия носила название «Курдская демократическая партия». В её программе ставилась цель добиться автономии Иракского Курдистана и проведения в нём социальных реформ. На III съезде партии первым секретарём стал видный литератор Ибрагим Ахмед, который дополнил программу пунктом, провозглашающим идеологической основой партии марксизм-ленинизм. Впрочем, сам Ибрагим Ахмед не скрывал, что ввёл в программу этот пункт с целью отвлечь курдскую молодёжь от коммунистов. После революции 1958 г. в Ирак возвращается номинальный руководитель партии — Барзани, который и берёт в свои руки управление. Пользуясь своим авторитетом, он некоторое время лавировал между двумя фракциями: правой (Ибрагим Ахмед) и левой, прокоммунистической (Хамза Абдалла), но летом 1959 г. «вычистил» прокоммунистическую фракцию из партии. В это время ДПК становится второй по численности (после Компартии) иракской партией; в Курдистане она была практически монополистом, вытеснив ИКП и полностью овладев массами. Большой популярностью пользовался орган ДПК — газета «Хабат» («Борьба»), одним из главных редакторов которой был член политбюро партии, поэт  Абдул Рахман Забихи.
Отношения между ДПК и режимом Абдель-Керима Касема, вполне дружественные вначале, быстро начали портиться. ДПК требовала автономии для Иракского Курдистана; Касем отказывался выполнить это требование. Весной-летом 1961 г. Касем предпринял ряд акций против ДПК и затем (в сентябре) попытался силой задавить движение в Курдистане. Результатом стало «Сентябрьское восстание» 1961—1975 гг. В первый период восстания возникло два центра: на севере, где командовал Барзани, и на юго-востоке, в районе Мават, где находилась штаб-квартира ДПК. Отношения между Маватом и Барзани были довольно напряжённые, между верхушкой, состоявшей из партийной интеллигенции, и формальным председателем партии (которого интеллигенты считали «феодалом») шла глухая борьба за лидерство. В феврале 1964 г. Ибрагим Ахмед воспользовался случаем (заключённым Барзани перемирием с иракскими властями) и попытался перехватить лидерство, обвинив Барзани в предательстве. В результате, однако, созванный Барзани съезд партии исключил из неё Ибрагима Ахмеда и весь состав Политбюро. После этого лидерство Барзани в партии уже никем не оспаривалось.
После поражения Сентябрьского восстания (1975 г.) партия переживает кризис. Мустафа Барзани объявляет об уходе со всех постов (хотя фактически остаётся руководителем партии до самой смерти). На конференции в Западном Берлине создается Временное руководство (ВР) во главе с д-ром Сами Абдель Рахманом, которое берёт на себя задачу реорганизации партии и возобновления вооружённой борьбы. Большую роль в этом процессе играют сыновья Барзани — Идрис и Масуд, который и избирается председателем партии после смерти Барзани в 1979 г.
Во время ирано-иракской войны 1980—1988 гг. ДПК, опираясь на поддержку Ирана, вела борьбу против режима Саддама Хусейна. В марте 1991 г., после победы сил международной коалиции над Ираком, ДПК вместе с Патриотическим Союзом Курдистана подняли восстание и в короткий срок освободили весь Иракский Курдистан. После поражения восстания, а затем изгнания иракцев из трёх провинций международными силами, в «Свободном Курдистане» были проведены выборы, по результатам которых ДПК получила 51 место в парламенте, а ПСК — 49 мест. Претензии ПСК на руководство «Свободным Курдистаном» привели к гражданской войне между ним и ДПК (1994—1998), в результате которой ПСК сформировал своё собственное правительство в Сулеймании, а ДПК продолжало править Эрбилем и Дохуком. Выборы 2005 г. в курдский парламент дали ДПК 52% голосов; однако, уступая требованиям ПСК, партийное руководство согласилось поделить власть по формуле 50:50. После этого процесс объединения двух регионов ускорился. 12 июня 2005 г. Масуд Барзани провозглашён президентом Иракского Курдистана; 7 мая 2006 г. сформировано объединенное Региональное Правительство Иракского Курдистана (hikumêta hêrema Kurdistanê; обыкновенно используется англ. аббревиатура KRG) во главе с представителем ДПК Нечирваном Барзани.
По своей идеологии ДПК, несмотря на декларировавшуюся одно время приверженность «пути марксизма-ленинизма», всегда носила характер (сравнительно с другими курдскими партиями) правой и традиционалистской партии. В экономической политике, ДПК придерживается либерального курса. В настоящее время ДПК имеет статус наблюдателя в Социалистическом интернационале.
Партийным цветом считается жёлтый, партийная эмблема — голова орла.